# Brunellia
Brunellia je jediný rod čeledi Brunelliaceae vyšších dvouděložných rostlin z řádu šťavelotvaré (Oxalidales).

## Popis
Stálezelené stromy se vstřícnými nebo přeslenitými (po třech) listy s palisty. Listy jsou kožovité, jednoduché nebo lichozpeřené s 1 až 9 páry lístků a zubatým nebo vroubkovaným okrajem, naspodu charakteristicky více méně hustě krátce hnědavě chlupaté. Květy jsou téměř nebo zcela pravidelné, často jednopohlavné (rostliny jsou nezřídka dvoudomé), v úžlabních vrcholičnatých, vidličnatě větvených květenstvích. Kalich je složen z 5 až 6 (výjimečně 4 nebo 8) na bázi srostlých lístků a vytrvává i za plodu. Koruna chybí. Tyčinek je dvakrát tolik než kališních lístků. Gyneceum je svrchní apokarpní, báze plodolistů jsou zanořené do nektáriového terče, vajíčka jsou 2 v každém plodolistu. Plodem jsou jedno nebo dvousemenné měchýřky, seskupené do hvězdovitého útvaru. Semena jsou malá, hnědá nebo červená, s dužnatým endospermem.
Rod je rozšířen pouze v tropické Americe, od Mexika a Karibiku po Bolívii a Venezuelu, a zahrnuje asi 65 druhů. Charakteristických stanovištěm jsou vlhké horské lesy.
O mechanismu opylování není nic známo. Plody opadávají vcelku nebo se měchýřky otevírají ještě na stromě. Semena mají tvrdé osemení a pravděpodobně mohou projít ptačím zažívacím traktem bez narušení.

## Taxonomie
V Cronquistově systému je čeleď Brunelliaceae řazena do řádu růžotvaré (Rosales), v jiných systémech (např. Tachtadžjan, Dahlgren) do řádu Cunoniales. V systému APG I je rod Brunellia vřazen do čeledi Cunoniaceae a čeleď Brunelliaceae zde nefiguruje.
V systému APG II je čeleď Brunelliaceae zařazena do řádu šťavelotvaré (Oxalidales) a podle posledních molekulárních studií je nejblíže příbuznou čeledí bylinná čeleď láčkovicovité (Cephalotaceae).

## Využití
Listy některých druhů rodu Brunellia jsou využívány v tradiční medicíně.